# Luxor (série de jeux vidéo)
Pour le jeu de société, voir Luxor.
Luxor est une série de jeux vidéo de type puzzle au gameplay similaire à Puzz Loop ou Zuma. Elle a été créée par MumboJumbo.

## Liste des jeux

### Série principale
- 2005 : Luxor sur Windows, Mac, Nintendo 3DS et iOS
Le jeu a reçu la note de 7,1/10 sur GameSpot[1].
- 2005 : Luxor: Amun Rising sur Windows, Mac et iOS
Le jeu a reçu la note de 3/5 sur Gamezebo[2] et de 9/10 sur Pocket Gamer[3].
- 2006 : Luxor 2 sur Windows, Mac, Xbox 360 et iOS
Le jeu a reçu les notes suivantes : 4/10 sur Eurogamer[4], 5,6/10 sur GameSpot[5], 4/5 sur GamesRadar+[6], 4/5 sur Gamezebo[7] et 6,8/10 sur IGN[8].
- 2006 : Luxor: The Wrath of Set sur PlayStation Portable
Le jeu a reçu la note de 3/5 sur GamesRadar+[9] et 6/10 sur IGN[10].
- 2007 : Luxor: Pharaoh's Challenge sur PlayStation Portable, PlayStation 2, Wii et Nintendo DS
Le jeu a reçu les notes suivantes : 11/20[11] sur Jeuxvideo.com, 3/10 (Wii)[12] sur GameZone, 6,8/10 (DS)[13] et 4/10 (PSP)[14] sur IGN.
- 2007 : Luxor 3 sur Windows, Mac et Wii
Le jeu a reçu les notes suivantes : 4,5/5 sur Gamezebo[15], 7/10 sur GameZone[16] et 7,5/10 sur IGN[17].
- 2008 : Luxor: The King's Collection, compilation sur Windows
- 2008 : Luxor: Quest for the Afterlife sur Windows et Nintendo 3DS
Le jeu a reçu la note de 4/5 sur Gamezebo[18] et 6/10 sur IGN[19].
- 2009 : Luxor Quest sur téléphone mobile et BlackBerry
Le jeu a reçu la note de 9/10 sur Pocket Gamer[20].
- 2009 : Luxor Adventures sur Windows et iOS
Le jeu a reçu la note de 4,5/5 sur Gamezebo[21].
- 2010 : Luxor 5th Passage sur Windows et Mac
Le jeu a reçu la note de 4/5 sur Gamezebo[22].
- 2012 : Luxor Evolved sur Windows et iOS
Le jeu a reçu la note de 4/5 sur Gamezebo[23] et 4/5 sur TouchArcade[24].

### Jeu dérivé
- 2006 : Luxor Mahjong sur Windows et Mac
Le jeu a reçu la note de 4/5 sur Gamezebo[25]